# Central (Eritreia)
Central (Maekel) é uma região (zoba) da Eritreia, sua capital é a cidade de Asmara.